# William Mitten
William Mitten (Sussex, 30 de noviembre de 1819 - Londres, 18 de diciembre de 1906), fue un farmacéutico químico, y botánico inglés; fue suegro del Dr. Alfred Russell Wallace.
Fue llamado el «primer briólogo de la segunda mitad del s. XIX».
Construyó una colección de al menos 50.000 especímenes de briófitas (musgos, líquenes, hepáticas), en su hogar de Hurstpierpoint, Sussex. La colección se hizo en gran medida con muestras recogidas en todo el mundo por otros coleccionistas; y ahora está en la New York Botanical Garden, adquirido después de su muerte. Esos recolectores incluían a Richard Spruce y también Alfred Russel Wallace.

## Algunas publicaciones
- 1862. On some new species of musci and hepaticæ in the herbarium of Sir W.J. Hooker, collected in tropical Africa, chiefly by the late Dr. Vogel and Mr. Barter. 8 pp.

### Libros
- 1882. Australian mosses. Ed. Mason, Firth & M'Cutcheon. 48 pp.

## Reconocimientos
- Electo miembro de la "Sociedad linneana de Nueva Gales del Sur"